# Maria Peters
Pour l’article homonyme, voir Peters.
 (octobre 2018).
Maria Peters (née le 30 mars 1958 à Willemstad, Curaçao) est une réalisatrice, productrice et scénariste néerlandaise.

## Biographie
Maria Peters naît le 30 mars 1958 à Willemstad, en Curaçao.
En 1983, elle obtient son diplôme à l'Académie du cinéma néerlandais (nl), où elle a réalisé son court métrage Alle vogels vliegen dans la même année.
En 1987, avec Dave Schram et Hans Pos, elle fonde la société de production, Shooting Star Filmcompany.

### Vie privée
Maria Peters est l'épouse du réalisateur Dave Schram, avec qui elle a deux enfants : Tessa Schram, actrice et réalisatrice, et Quinten Schram, acteur.

## Filmographie

### Comme réalisatrice

#### Longs métrages
- 1995 : De Tasjesdief (nl)
- 1997 : Lovely Liza (nl)
- 1999 : Un gamin (Kruimeltje)
- 2002 : Peter Bell (Pietje Bell)
- 2003 : Peter Bell 2 (Pietje Bell 2: De Jacht op de Tsarenkroon)
- 2006 : Afblijven (nl)
- 2011 : Sonny Boy
- 2012 : Mike dans tous ses états (De groeten van Mike!)
- 2018 : Antonia, la chef d'orchestre (nl) (De Dirigent)

#### Courts métrages
- 1981 : Schijntijd
- 1983 : Alle vogels vliegen
- 1998 : Een echte hond
- 2001 : Eerste kind op de maan
- 2004 : Mijn skateboard (télévision)
- 2008 : Marathon Girl
- 2013 : Graffiti Detective
- 2014 : Freeze

#### Téléfilms
- 1997 : De Angst van Zorg
- 2005 : RKK Cinema
- 2008 : Patrick's koninkrijk

#### Séries télévisées
- 2005 : FilmHit

### Comme scénariste

#### Longs métrages
- 1995 : De Tasjesdief (nl) d'elle-même
- 1999 : Un gamin (Kruimeltje) d'elle même
- 2002 : Peter Bell (Pietje Bell) d'elle même
- 2003 : Peter Bell 2 (Pietje Bell 2: De Jacht op de Tsarenkroon) d'elle même
- 2006 : Afblijven (nl) d'elle-même
- 2007 : Timboektoe (nl) de Dave Schram
- 2008 : Radeloos (nl) de Dave Schram
- 2009 : Lover of loser (nl) de Dave Schram
- 2011 : Sonny Boy d'elle-même
- 2011 : Razend de Dave Schram
- 2013 : Spijt! de Dave Schram
- 2014 : Pijnstillers de Tessa Schram
- 2016 : Kappen! de Tessa Schram
- 2018 : Antonia, la chef d'orchestre (nl) (De Dirigent) d'elle-même

#### Courts métrages
- 1998 : Een echte hond d'elle-même
- 2001 : Eerste kind op de maan d'elle-même
- 2004 : Mijn skateboard d'elle-même (télévision)
- 2008 : Marathon Girl d'elle-même
- 2011 : Sammie is zoek de Tessa Schram
- 2013 : Graffiti Detective d'elle-même
- 2014 : Freeze d'elle-même

#### Téléfilms
- 2005 : RKK Cinema d'elle-même

#### Séries télévisées
- 2005-2006 : FilmHit

### Comme productrice

#### Longs métrages
- 1989 : Loos (nl) de Theo van Gogh
- 1990 : Spelen of sterven (nl) de Frank Krom
- 1992 : Daens de Stijn Coninx
- 1992 : Transit (nl) d'Eddy Terstall
- 1995 : De Tasjesdief (nl) d'elle-même
- 1995 : Brylcream Boulevard (nl) de Robbe De Hert
- 1997 : Lovely Liza (nl) d'elle-même
- 1998 : À la recherche du passé (Left Luggage) de Jeroen Krabbé
- 1998 : De pijnbank (nl) de Theo van Gogh
- 2001 : Baby Blue (nl) de Theo van Gogh
- 2002 : Bella Bettien (nl) de Hans Pos
- 2007 : Timboektoe (nl) de Dave Schram
- 2007 : Kapitein Rob en het geheim van professor Lupardi (nl) de Hans Pos
- 2008 : Radeloos (nl) de Dave Schram
- 2009 : Lover of loser (nl) de Dave Schram
- 2011 : Sonny Boy d'elle-même
- 2012 : Mike dans tous ses états (De groeten van Mike!) d'elle-même
- 2013 : Spijt! de Dave Schram
- 2014 : Pijnstillers de Tessa Schram
- 2015 : De Boskampi's (nl) d'Arne Toonen
- 2016 : Prédateur (Prooi) de Dick Maas
- 2016 : Kappen! (nl) de Tessa Schram

#### Courts métrages
- 1998 : Een echte hond d'elle-même
- 1999 : Johnny ATB de Beer Boneschansker
- 2001 : Eerste kind op de maan d'elle-même
- 2002 : Spagaat de Hans Pos
- 2008 : Marathon Girl d'elle-même
- 2009 : Gewoon Geluk de Dave Schram
- 2011 : De Eerste Snee de Tallulah Hazekamp Schwab
- 2011 : Sammie is zoek de Tessa Schram
- 2012 : Joey's eerste gevecht de Dave Schram (co-productrice)
- 2014 : Freeze d'elle-même

#### Téléfilms
- 2006 : Ongewisse tijd de Diego Pos
- 2011 : Blijf! de Lourens Blok
- 2012 : Cop vs. Killer de Simon de Waal et Hans Pos

#### Séries télévisées
- 2005-2006 : FilmHit
- 2009 : Lisa's Missie

## Crédit d'auteurs
- (nl) Cet article est partiellement ou en totalité issu de l’article de Wikipédia en néerlandais intitulé « Maria Peters » (voir la liste des auteurs).